# Jasmin Šćuk
Jasmin Šćuk (Mostar, 14 luglio 1990) è un ex calciatore bosniaco, di ruolo centrocampista.

## Carriera

### Club
Ha giocato nella prima divisione bosniaca, in quella ceca ed in quella turca.

### Nazionale
Ha giocato nella nazionale bosniaca Under-19.

## Palmarès

### Club

#### Competizioni nazionali
- Campionato ceco: 1

Slavia Praga: 2016-2017
- Coppa della Repubblica Ceca: 1

Mladá Boleslav: 2015-2016